# Лепорий
Лепо́рий или Лепо́р (лат. Leporius; IV век — V век) — христианский монах, пресвитер, писатель.
Лепорий родился в Галлии, стал монахом в Массилии, где увлёкся еретическим учением. Епископом Массилии Прокулом на соборе Лепорий был отлучён от Церкви. Иоанн Кассиан в книге «О воплощении Господа, против Нестория» (лат. «De incarnatione Domini contra Nestorium») сообщает о том, что Лепорий увлекся учением Пелагиевым. То же самое сообщает Геннадий Массилийский в 59 главе книги «О знаменитых мужах». Лепорий отправился в Африку и там познакомился с Августином. Благодаря Августину Лепорий раскаялся в своих заблуждениях и около 418 ᴦода написал покаянное догматическое сочинение «Libellus Emendationis Sive Satisfactionis» — «Удостоверение исправления или извинения». «Libellus Emendationis Sive Satisfactionis» было одобрено африканскими епископами во главе с Августином, которые подписались под этим текстом. Покаяние Лепория было принято, но он не вернулся в Галлию, в 425 году Августин рукоположил Лепория в пресвитеры. В 430 году, когда Кассиан написал своё сочинение «О воплощении Господа, против Нестория» Лепорий был ещё жив, дальнейшая судьба Лепория неизвестна. Сочинение Лепория издано в 31-м томе Patrologia Latina.